# Farosymbol
Faropiktogram, allmänt kallat farosymbol eller varningssymbol, representerar en fara eller hälsorisk med en kemikalie eller kemisk produkt. Farosymbolen ger användaren viktig information på förpackningen. I märkningen ska finnas faropiktogram, signalord, samt faro- och skyddsangivelser eller farosymboler, farobeteckningar samt risk- och skyddsfraser.

## Farosymboler inom EU

### Faropiktogram enligt CLP-förordningen
Användandet av farosymboler regleras i EU-förordningen nr 1272/2008. Faropiktogrammens utseende finner man i bilaga V.

| Farosymbol | Faroklass - Farokategori | Generell information |
| ---------- | --- | --- |
|            | Explosivt Instabila explosiva ämnen, blandningar och föremål Explosiva ämnen, blandningar och föremål Självreaktiva ämnen och blandningar Organiska peroxider | Produkten är explosiv och kan explodera om den utsätts för slag, friktion, gnistor eller värme. Måste hanteras varsamt. |
|            | Brandfarligt Brandfarliga gaser Brandfarliga aerosoler Brandfarliga vätskor Brandfarliga fasta ämnen Självreaktiva ämnen och blandningar Pyrofora vätskor och fasta ämnen Självupphettande ämnen och blandningar Ämnen och blandningar som vid kontakt med vatten utvecklar brandfarliga gaser Organiska peroxider | Produkten är brandfarlig och kan brinna våldsamt vid antändning eller värmetillförsel. Vissa produkter utvecklar brandfarlig gas i kontakt med vatten eller självantänder i luft.                                                                                |
|            | Oxiderande Oxiderande gaser Oxiderande vätskor Oxiderande fasta ämnen | Produkten orsakar reaktion, brand eller explosion i kontakt med brännbara ämnen eller material. |
|            | Gasbehållare Gaser under tryck: -Komprimerade gaser -Kondenserade gaser -Kylda kondenserade gaser -Lösta gaser | Produkten är en trycksatt eller kraftigt nedkyld gas. Behållaren kan explodera vid yttre brand. |
|            | Frätande Korrosivt för metaller Frätande på huden Allvarliga ögonskador | Produkten ger frätskador på hud, matstrupe och ögon, eller andra allvarliga ögonskador. Produkten är korrosiv för metaller. |
|            | Giftigt Akut toxicitet (oral, dermal, vid inhalation) | Produkten ger livshotande skador vid inandning, hudkontakt eller förtäring. |
|            | Skadligt Akut toxicitet (oral, dermal, vid inhalation) Hudirritation Ögonirritation Hudsensibilisering Specifik organtoxicitet – enstaka exponering Luftvägsirritation Narkosverkan | Produkten är skadlig vid inandning, hudkontakt eller förtäring. Används också för produkter som ger allergi vid hudkontakt, som irriterar hud, ögon eller luftvägar eller ger narkosverkan.                                                                      |
|            | Hälsofarlig Luftvägssensibilisering Mutagenitet i könsceller Cancerogenitet Reproduktionstoxicitet Specifik organtoxicitet – enstaka exponering Specifik organtoxicitet – upprepad exponering Fara vid aspiration                                                                                                  | Produkten kan ge ärftlig genetisk skada, cancer, fosterskador eller störa fortplantningen. Används också för produkter som ger allergi vid inandning, kemisk lunginflammation vid förtäring eller andra allvarliga skador vid enstaka eller upprepad exponering. |
|            | Miljöfarlig Farligt för vattenmiljön -akut -kronisk | Produkten är giftig för vattenmiljön på kort eller lång sikt. Ska förvaras och användas så att produkten och avfallet inte skadar miljön. |

### Farosymboler för kemiska produkter som användes inom Europeiska Unionen, till och med 1 juni 2015
Följande farosymboler definieras i KIFS 2005:7, bilaga 2.

Dessa gällde fram till 1 juni 2015, då dessa ersattes med ny märkning med röd ram enligt FN:s globala harmoniserade system (GHS). 

| Farosymbol Farobeteckning (Farokod) | Faroklass - Riskfraser |
| Frätande (C)                        | Frätande - R34, R35 |
| Explosivt (E)                       | Explosivt - R2, R3 |
| Oxiderande (O)                      | Oxiderande - R7, R8, R9 |
| Extremt brandfarligt (F+)           | Extremt brandfarligt - R12 |
| Mycket brandfarligt (F)             | Mycket brandfarligt - R11, R15, R17 |
| Mycket giftig (T+)                  | Mycket giftig - R26, R27, R28, R39 |
| Giftig (T)                          | Giftig - R23, R24, R25, R39, R48 Cancerframkallande – R45, R49 Mutagen – R46 Reproduktionstoxisk – R60, R61                                 |
| Hälsoskadlig (Xn)                   | Hälsoskadlig - R20, R21, R22, R48, R65, R68 Allergiframkallande – R42 Cancerframkallande – R40 Mutagen – R68 Reproduktionstoxisk – R62, R63 |
| Irriterande (Xi)                    | Irriterande – R36, R37, R38, R41 Allergiframkallande - R43                                                                                  |
| Miljöfarlig (N)                     | Miljöfarlig – R50, R50/53, R51/53, R54, R55, R56, R57, R58, R59                                                                             |

I Sverige används även en farosymbol som består av texten "Läs varningstexten". Symbolen är dock frivillig.